# David Heath
David William Heath (Fort Lauderdale, 16 februari 1969) is een Amerikaans professioneel worstelaar die vooral bekend is van zijn tijd bij World Wrestling Federation/Entertainment als Gangrel.
Tijdens zijn periode in de WWF/E, was hij vooral bekend als lid van The Brood, een stable dat opgericht werd door Gangrel (hijzelf), Edge en Christian.

## In het worstelen
- Finishers
  - Impaler

- Signature moves
  - Blood spit
  - Corkscrew elbow drop
  - Trapping suplex

- Managers
  - Luna Vachon
  - Bert Prentice
  - Kiara Dillon

- Worstelaars waarvan Heath de manager was
  - Edge en Christian
  - Hardy Boyz

- Opkomstnummers
  - "Blood" van Jim Johnston (WWF/E)
  - "Fangin' and Bangin'" van Dan-E-O (Independent circuit)
  - "Holier Than Thou" van Metallica (ECW)

## Prestaties
- All Pro Wrestling
  - APW Tag Team Championship (1 keer: met Billy Blade)

- All-Star Championship Wrestling
  - ACW Heavyweight Championship (1 keer)

- Atlantic Wrestling Council
  - AWC Heavyweight Championship (1 keer)

- European Wrestling Promotion
  - EWP Ironman Hardcore Knockout Tournament (2003)
  - EWP World Heavyweight Championship (1 keer)

- IPWA
  - IPWA Tag Team Championship (2 keer: met Rusty Brooks)

- Legends Pro Wrestling
  - Inducted into the LPW Hall of Fame (2010)

- Not Rated Pro Wrestling
  - NRPW World Tag Team Championship (6 keer: met Tommy Gunn (4x), Mule (1x) en Craig Valentine (1x))

- Maximum Pro Wrestling
  - MXPW Heavyweight Championship (1 keer)

- NWA Florida
  - NWA Florida Tag Team Championship (1 keer: met Tom Nash)

- Pro Wrestling Illustrated
  - PWI Rookie of the Year (1993)

- Pro Wrestling Revolution
  - PWR Heavyweight Championship (1 keer)

- Stampede Wrestling
  - Stampede International Tag Team Championship (1 keer: met Tom Nash)

- Tri-State Wrestling Alliance
  - TWA Tag Team Championship (1 keer: met Blackheart Destruction (Tom Nash))

- United States Wrestling Association
  - USWA Southern Heavyweight Championship (1 keer)